# Église Saint-Joseph-Artisan de Saint-Cloud
L’église Saint-Joseph-Artisan de Saint-Cloud dans les Hauts-de-Seine est une église paroissiale affectée au culte catholique,. Elle est située au 36, rue du 18 juin 1940.

## Histoire
Elle a été créée en 1968 dans les locaux d'une ancienne blanchisserie, activité  industrielle  très répandue au XIXe siècle sur les  bords de la Seine.
Elle a été transformée dans les années 1970 par l'architecte Xavier Rosset, et inaugurée le 14 mai 1972 par Mgr Jacques Delarue.
Elle est ornée d'un mur en céramiques, œuvre collective des habitants du quartier réalisée sous l'impulsion de Maddy Cornu, artiste clodoaldienne. Cette œuvre, façon azulejos, rappelle la présence de portugais installés depuis plusieurs générations dans le bas de Saint-Cloud.